# Белвевр
Белвевр (фр. Bellevesvre) насеље је и општина у источном делу централне Француске у региону Бургоња, у департману Саона и Лоара која припада префектури Луан.
По подацима из 2011. године у општини је живело 274 становника, а густина насељености је износила 38,43 становника/km². Општина се простире на површини од 7,13 km². Налази се на средњој надморској висини од 188 метара (максималној 213 m, а минималној 185 m).

## Демографија
| 1962. | 1968. | 1975. | 1982. | 1990. | 1999. | 2011. |
| ----- | ----- | ----- | ----- | ----- | ----- | ----- |
| 360   | 396   | 343   | 308   | 281   | 246   | 274   |

График промене броја становника у току последњих година